# Schloss Isareck

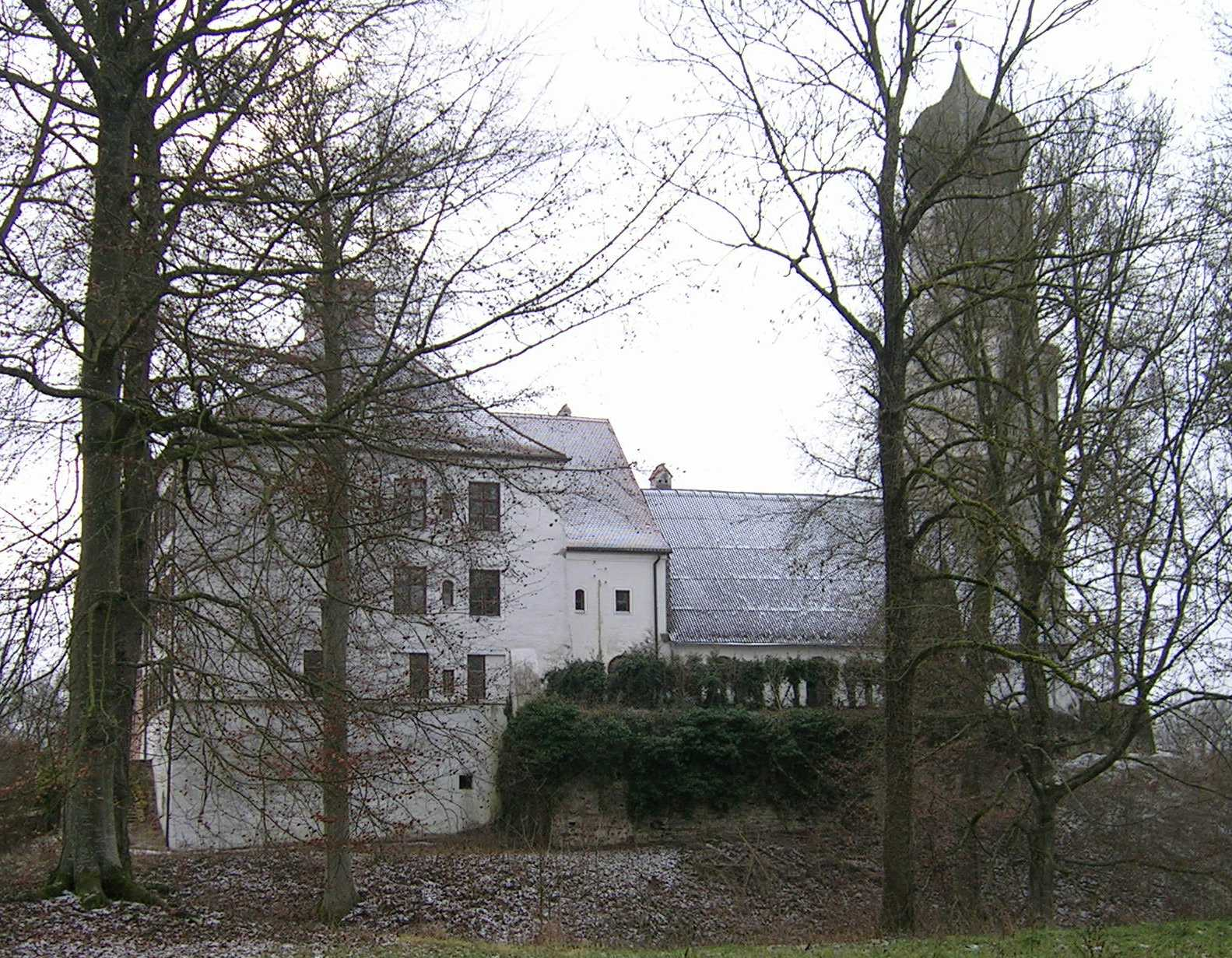
Schloss Isareck mit Schlossturm

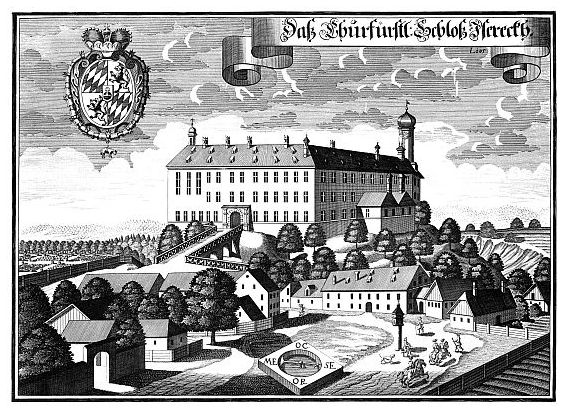
Schloss Isareck nach einem Stich von Michael Wening (um 1726)

Das Schloss Isareck befindet sich in Isareck, einem Ortsteil nordöstlich der Gemeinde Wang im Landkreis Freising in Bayern. Das Schloss liegt an den Steilhängen der Isar nahe dem Zusammenfluss von Isar und Amper.

## Geschichte
Das Haus Isareck ist seit dem Jahr 1283 urkundlich nachweisbar. Das Amt bzw. die Herrschaft Isareck gelangte wahrscheinlich über die Grafen von Moosburg an die Wittelsbacher. Sie war seit 1403 des Öfteren verpfändet oder von herzoglichen Pflegern verwaltet, bis die Herrschaft 1591 vollständig dem Landgericht Moosburg einverleibt wurde.
Das heutige Schloss wurde in den Jahren 1559 bis 1570 vom Moosburger Baumeister Asmus Hälmayr für den bayerischen Herzog Albrecht V. als Vierflügelanlage erbaut. Nach einem Brand 1648 wurde das Schloss im Jahr 1664 wieder aufgebaut. 1775 bis 1777 wurde das Schloss erneuert. 1803 erfolgte der Abbruch der südöstlichen Hälfte. Das Schloss befindet sich seit 1824 in Besitz der Grafen La Rosée.

## Beschreibung
Heute existieren nur noch der dreigeschossige nordöstliche Flügel mit dem Portal, der Schlosskapelle St. Georg im ersten Stock und einem Schlossturm mit barocker Zwiebelhaube sowie die Wirtschaftsgebäude.
Die Schlossanlage war schon mehrmals Schauplatz von Dreharbeiten für Fernsehserien, so z. B. für Graf Yoster gibt sich die Ehre oder 1979/80 für die Folge Das Schlossgespenst aus der Fernsehserie Meister Eder und sein Pumuckl.
Die heutigen Schlossherren sind das Ehepaar Felix Graf Basselet de la Rosée und Charlotte Gräfin von Thurn und Valsassina-Como-Vercelli.
Südlich des Schlosses verlaufen die St 2045 und die Bahnstrecke München–Regensburg.

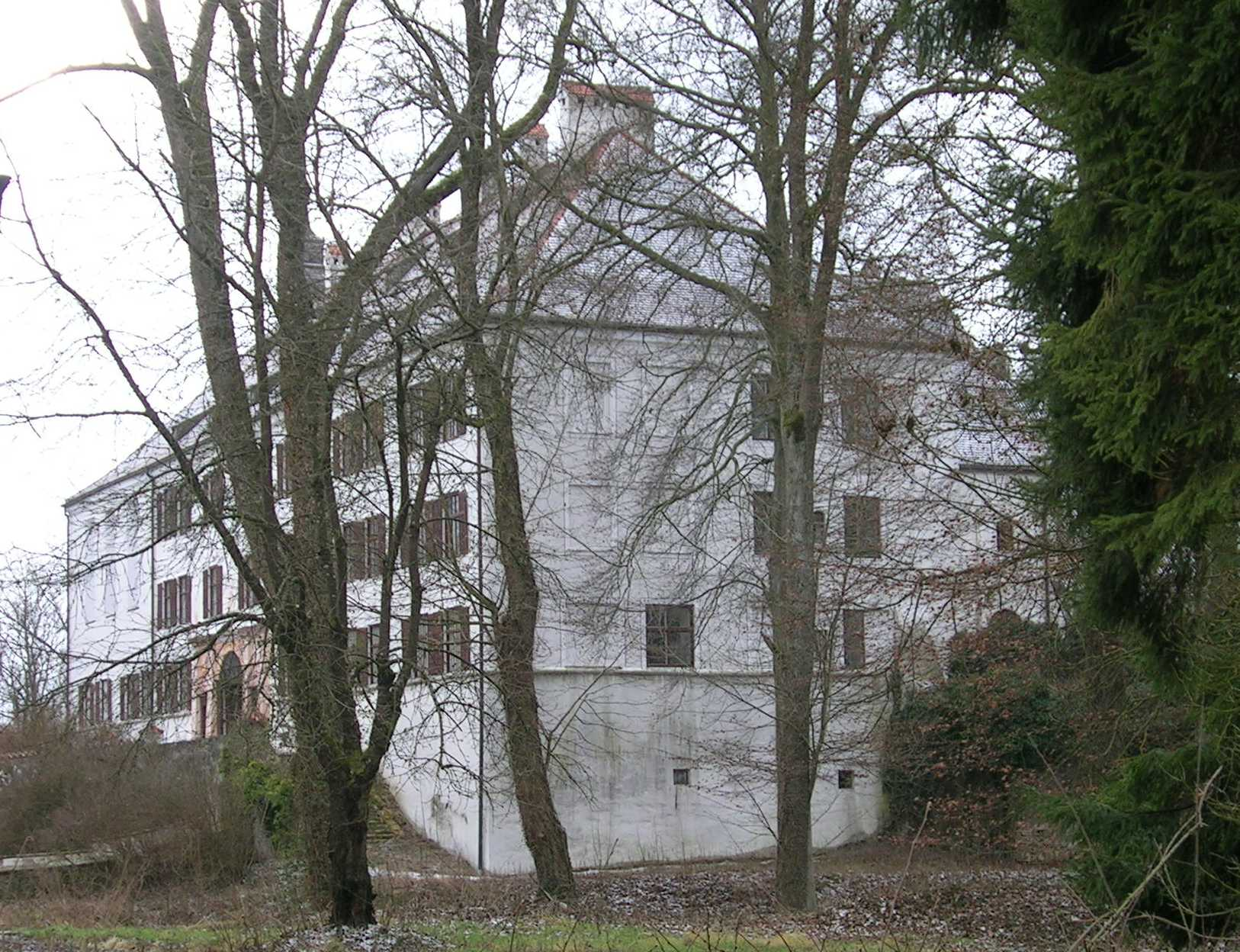
Schloss Isareck
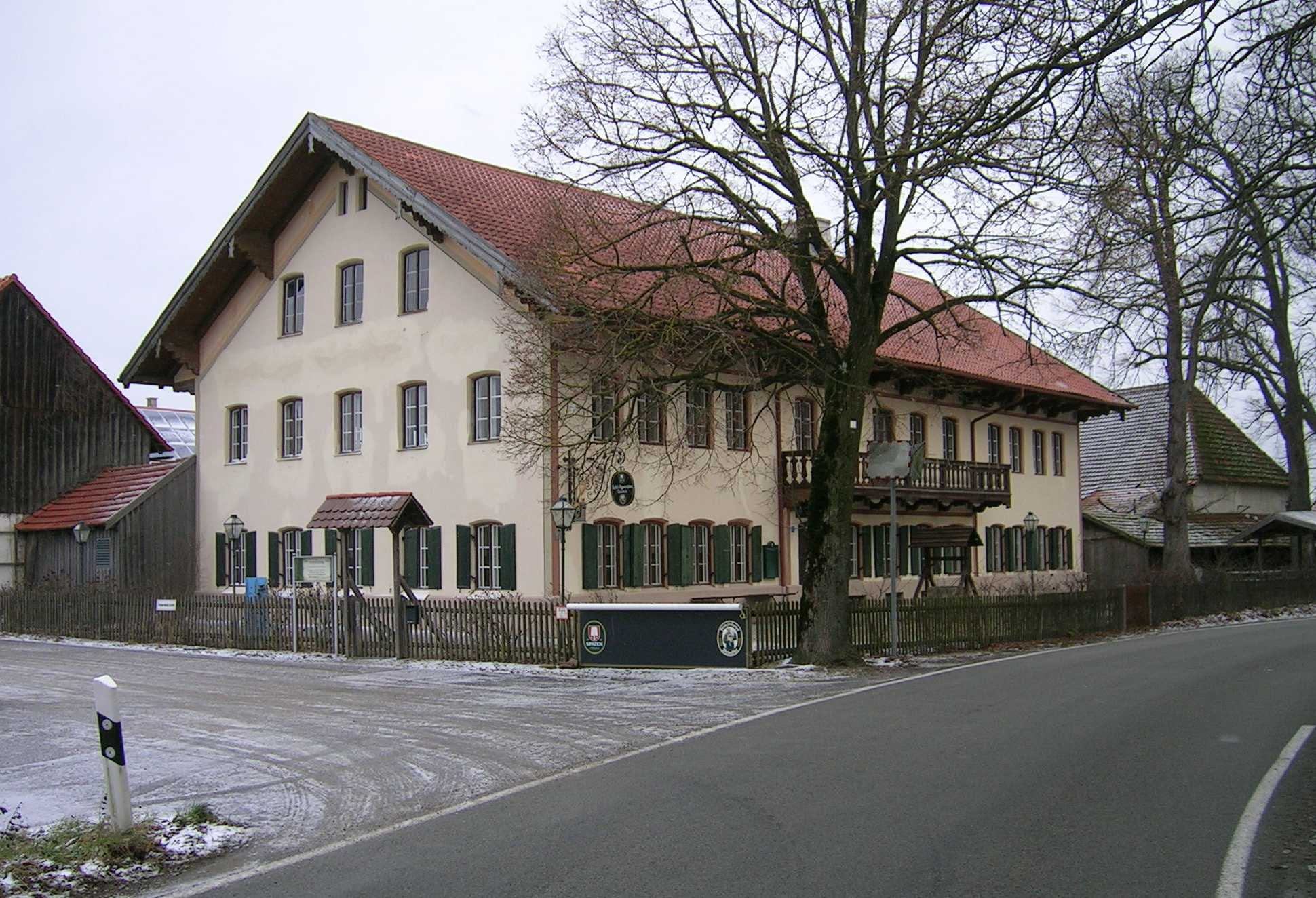
Gasthof Isareck
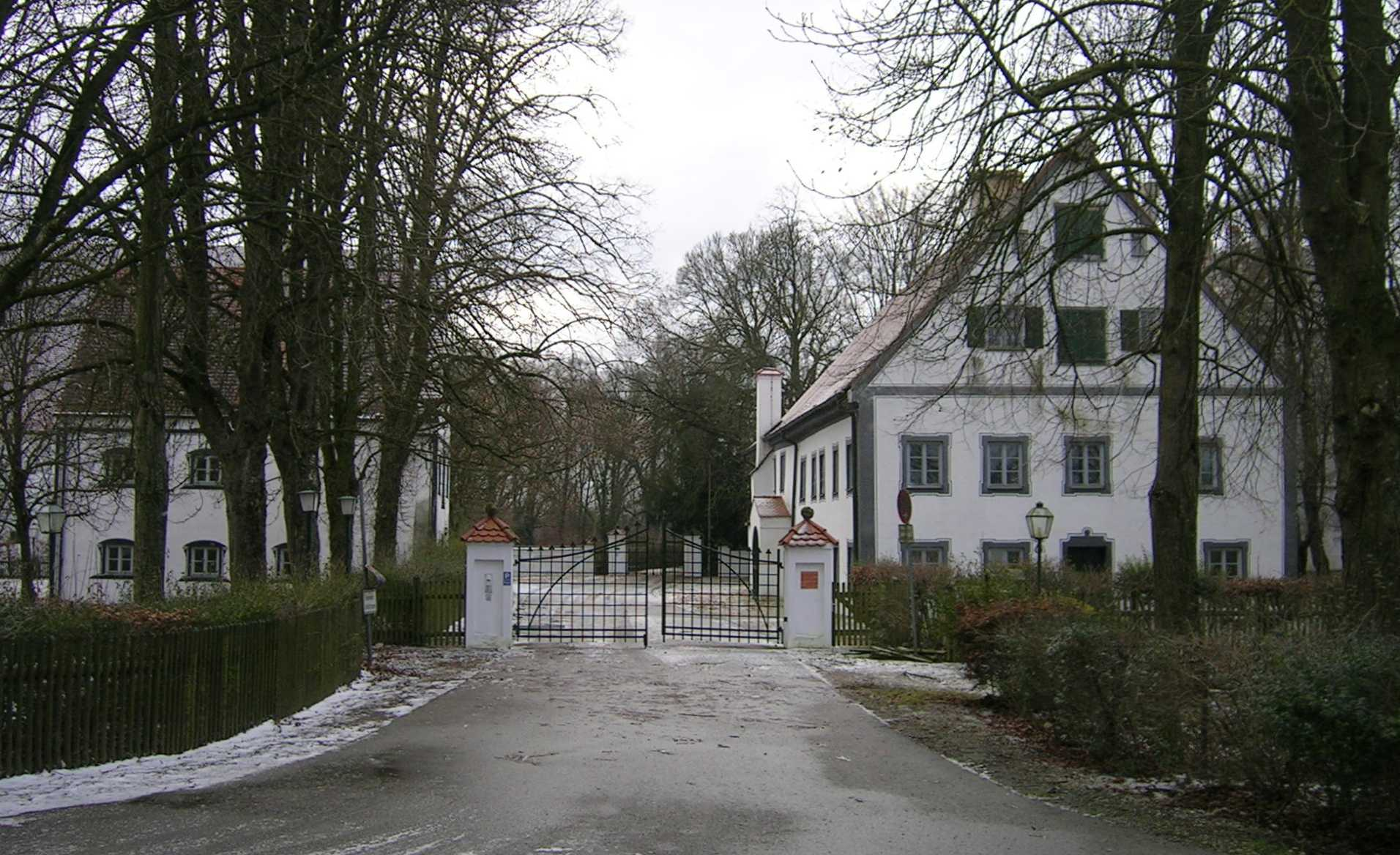
Schloss Isareck – Wirtschaftsgebäude
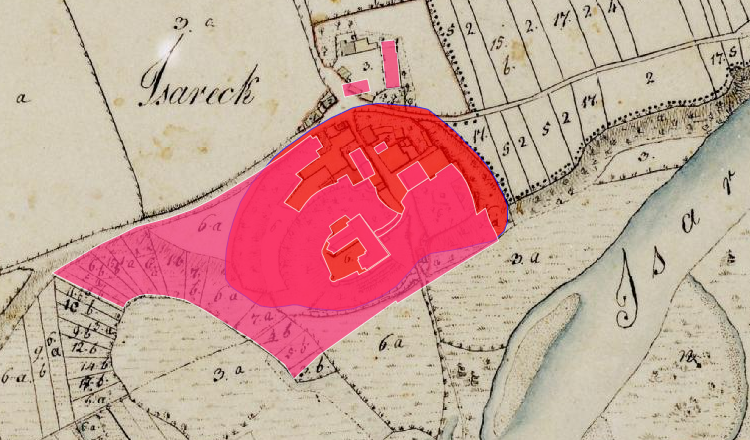
Lageplan von Schloss Isareck auf dem Urkataster von Bayern

Die Anlage ist unter der Aktennummer D-1-78-155-5 als denkmalgeschütztes Baudenkmal von Isareck verzeichnet. Ebenso wird sie als Bodendenkmal unter der Aktennummer D-1-7537-0384 im Bayernatlas als „untertägige mittelalterliche und frühneuzeitliche Befunde im Bereich von Schloss Isareck und seinen Vorgängerbauten mit vorgelagertem Wirtschaftshof“ geführt.